# Mohamed Mediène
Mohamed Mediène, detto Toufik (Guenzet, 14 maggio 1939), è un ex generale algerino.

## Biografia
Mediène fu a capo dei servizi segreti algerini, Département du Renseignement et de la Sécurité dal 1990 al 2015. è  stato descritto come il capo più duraturo di un'intelligence del mondo.
Mediène entrò nell'Esercito di Liberazione Nazionale Algerino, pochi mesi prima che l'Algeria acquisisse la sua indipendenza. Scalò i vertici dell'esercito di liberazione fino a divenire ufficiale.
Si sa poco di lui, ma si sa che ha acquisito molto potere dietro alle scene ed è stato uno dei generali guida nell'"eradicazione" della fazione militare durante la Guerra civile in Algeria. Esistono solo due foto di lui; entrambe non sono precise.